# Fiat Super Fiat
La Fiat Super Fiat, anche conosciuta come Fiat 520, è un modello di automobile di gran lusso, prodotta dalla FIAT tra il 1921 e il 1923 in piccola serie. La vettura segnò l'ingresso della Fiat nel mercato delle automobili di lusso.

## La vettura
Era equipaggiata da un motore V12 di 60° (primo e ultimo costruito dalla Fiat) di 6805 cm³ di cilindrata erogante 90 hp di potenza che faceva raggiungere alla vettura i 120 km/h. Il propulsore aveva un alesaggio di 85 mm e una corsa di 100 mm, con quattro valvole per cilindro.
Per un periodo degli anni venti fu l'unica automobile del mondo a essere commercializzata con un propulsore V12.
La vettura era accessoriata con ogni tipo di comfort possibile all'epoca e poteva essere richiesta, con tipologia di colori e tessuti a scelta, in versione "torpedo", per le pubbliche sfilate, o "dorsay-torpedo", per gli spostamenti al coperto di quattro passeggeri, oltre ai due autisti "esterni". Era a trazione posteriore e aveva quattro porte. Montava un cambio a tre velocità. Le sospensioni erano a balestra semiellittica su entrambi gli assi.
La "Super Fiat" rappresenta l'unico esempio di veicolo prodotto dalla FIAT nella tipologia delle automobili di alta rappresentanza, destinata prevalentemente a personaggi famosi o figure istituzionali, nel tentativo di contrastare il dominio di Rolls-Royce e Mercedes-Benz.
Con la presentazione di questo modello, La Fiat iniziò a fregiare le auto di serie del nuovo logo a forma circolare, con la scritta rossa su fondo bianco e circondato da corona d'alloro argentata, che era comparso per la prima volta sulla 801, una vettura da competizione del 1919.
Dal punto di vista tecnico, spiccavano i freni sulle quattro ruote simultaneamente comandati da servofreno idraulico e le sospensioni posteriori di tipo cantilever, con ammortizzatori. Il quadro strumenti era modernissimo per l'epoca, essendo dotato di amperometro, manometro, termometro dell'acqua, altimetro, orologio, tachimetro, contachilometri e indicatore di livello della benzina.
Il modello non ebbe fortuna, anche in relazione al ristretto mercato di riferimento. Va registrato il tentativo di orientare le vendite verso i paesi dell'est europeo, con particolare riguardo alla Russia, dove la FIAT propagò una forte campagna pubblicitaria.
Pur contraddistinta da una raffinata tecnica d'avanguardia, la "Super Fiat" fu costruita in soli 6 esemplari. Secondo gli esperti, l'insuccesso di questo modello rappresentò la definitiva rinuncia della FIAT alla costruzione di vetture lussuose, orientando l'azienda torinese verso una produzione di automobili di classe media.